# Wilhelm Beck (Pastor)

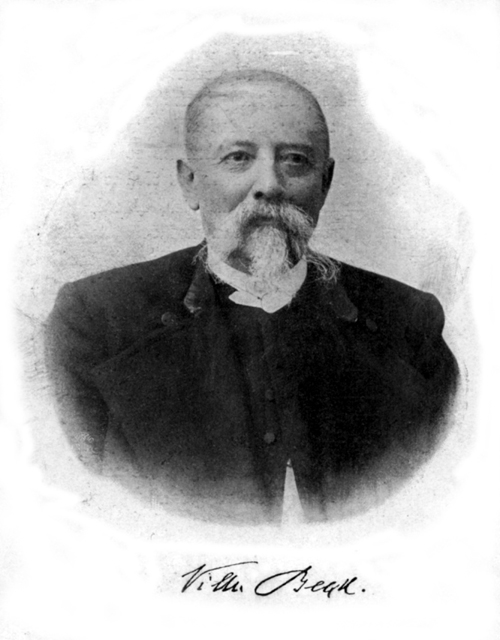
Wilhelm Beck

Wilhelm Beck, dänisch Johan Vilhelm Beck (* 30. Dezember 1829 in Ørslev, Ørslev Sogn (Slagelse Kommune); † 30. September 1901 ebenda) war ein dänischer evangelisch-lutherischer Geistlicher und Vorsitzender der Inneren Mission in Dänemark (Kirkelig Forening for den Indre Mission i Danmark).

## Leben
Wilhelm Beck war ein Sohn des Pastors von Ørslev auf Seeland; er war der jüngste von vier Brüdern. 1840 wurde der Vater nach Ubby (Ubby Sogn) bei Kalundborg, ebenfalls auf Seeland, versetzt. Von 1843 bis 1849 besuchte er die Gelehrtenschule in Slagelse und ging dann zum Studium der Evangelischen Theologie an die Universität Kopenhagen. Nach seinem Kandidatenexamen nahm er eine Stelle als Lehrer in Kalundborg an. In dieser Zeit las er Søren Kierkegaards Werke. Insbesondere Kiekegaards Der Augenblick prägte ihn sehr.
Ende 1855 erlitt sein Vater einen Schlaganfall. Beck kehrte nach Ubby zurück, um seinen Vater als Hilfsgeistlicher zu unterstützen. Zu Ostern 1856 wurde er durch den Bischof von Seeland Hans Lassen Martensen zum Pastor ordiniert. Bis zum Tod seines Vaters 1865 und bis zum Ablauf des der Familie gewährten Gnadenjahrs ist Beck in Ubby geblieben. Im Sommer 1859 hatte er ein Bekehrungserlebnis.
Zum Jahreswechsel 1865/1866 erhielt er eine Berufung zum Pastor der Gemeinde Ørum (Norddjurs Kommune) im Nordosten Jütlands. Hier blieb er bis 1874. Ein großer Kreis erwecklicher Anhänger schloss sich ihm an, und die Spuren seiner Tätigkeit konnten weithin bemerkt werden. Als die Pfarrstelle von Ørslev frei wurde, bewarb er sich darauf und wurde hier am 29. März 1874 eingeführt. So kehrte er an den Ort zurück, wo er geboren worden war und die ersten zehn Jahre seines Lebens verbracht hatte. 27 Jahre hat er hier noch bis zu seinem Tod gewirkt.
Er war seit 1860 verheiratet mit Nina Charlotte, geb. Staffeldt (1834–1905). Das Paar hatte 10 Kinder.

## Innere Mission
Am 13. September 1861 war Beck in Stenlille Gründungsmitglied des „Kirchlichen Vereins für die Innere Mission in Dänemark“ und wurde Redakteur der Zeitung für Innere Mission (den indre Missions Tidende). Er entwickelte sich zu einem sehr gefragten Reiseprediger und Motor der Vereinigung, die Elemente aus Pietismus, Gemeinschaftsbewegung und Ideen Grundtvigs verband. 1865 veröffentlichte er nach der ersten Predigtreise durch Jütland sein erstes Predigtbuch von Vierzehn Predigten. Seine erste Postille Neues und Altes erschien 1869. In Ørslev schrieb er zwei Postillen, Aus der Quelle des Lebens (Fra Livets Kilde) und Auf dem Lebenswege (Paa Livets Vej) sowie das Andachtsbuch für Hausandachten Ein kleines Schatzkästlein (En lille Skatkiste). Der Zeitung fügte er noch eine Beilage (Annezeet) und ein Illustriertes Familienblatt hinzu. Einige Werke wurden durch Simon Simonsen (1857–1906), Pastor in Bülderup (Nordschleswig), ins Deutsche übersetzt.

## Werke
- Aus der Quelle des Lebens: ein Jahrgang Predigten. Breklum 1897; Leipzig: Jansa 1898.
- "Es stehet geschrieben!": tägliches Andachtsbuch. Hannover: Brunn 1901.